# Instytut Mikołowski

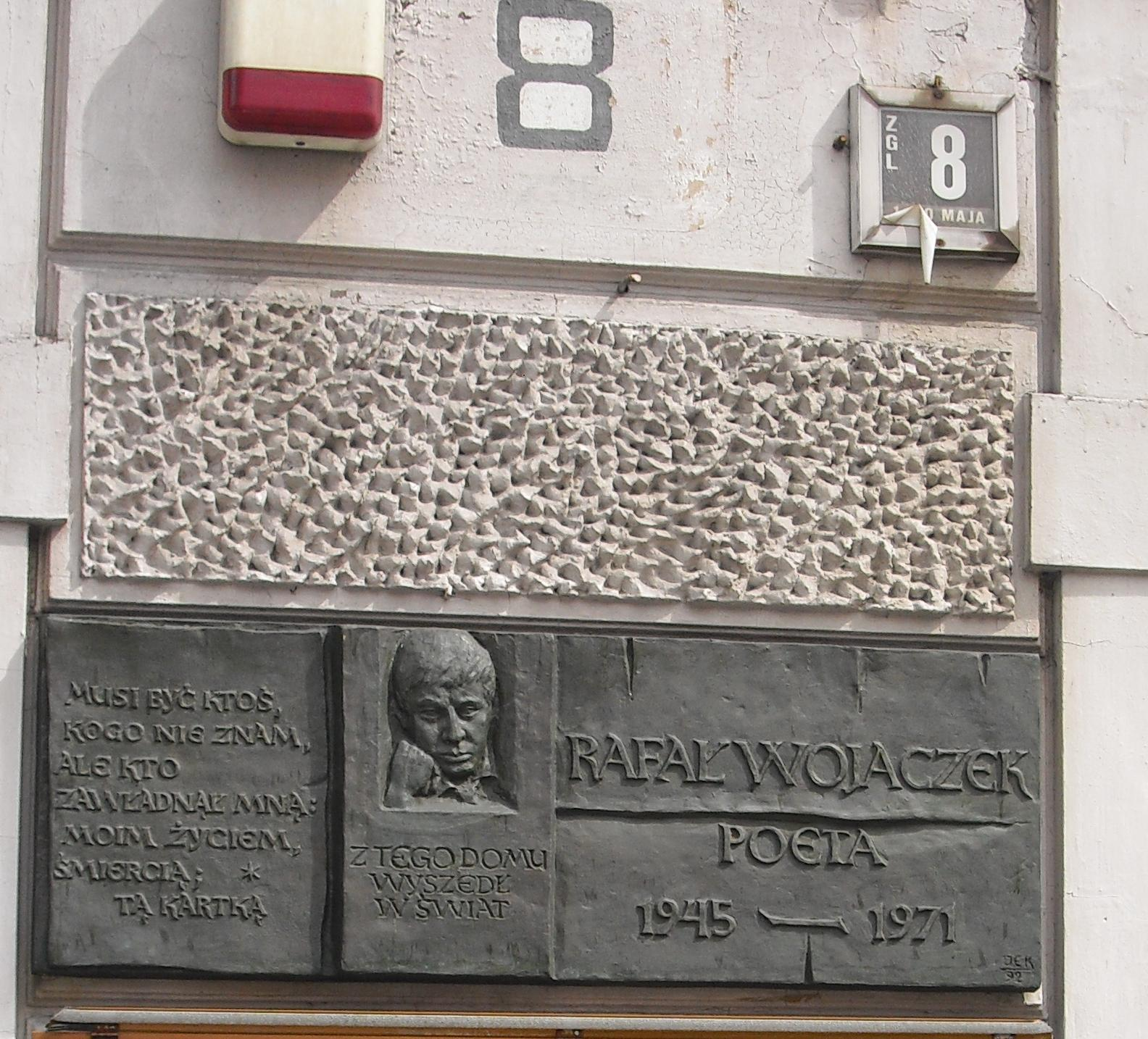
Tablica poświęcona pamięci Rafała Wojaczka na elewacji siedziby Instytutu, ul. Jana Pawła II 8 w Mikołowie (dawniej: 1 Maja)

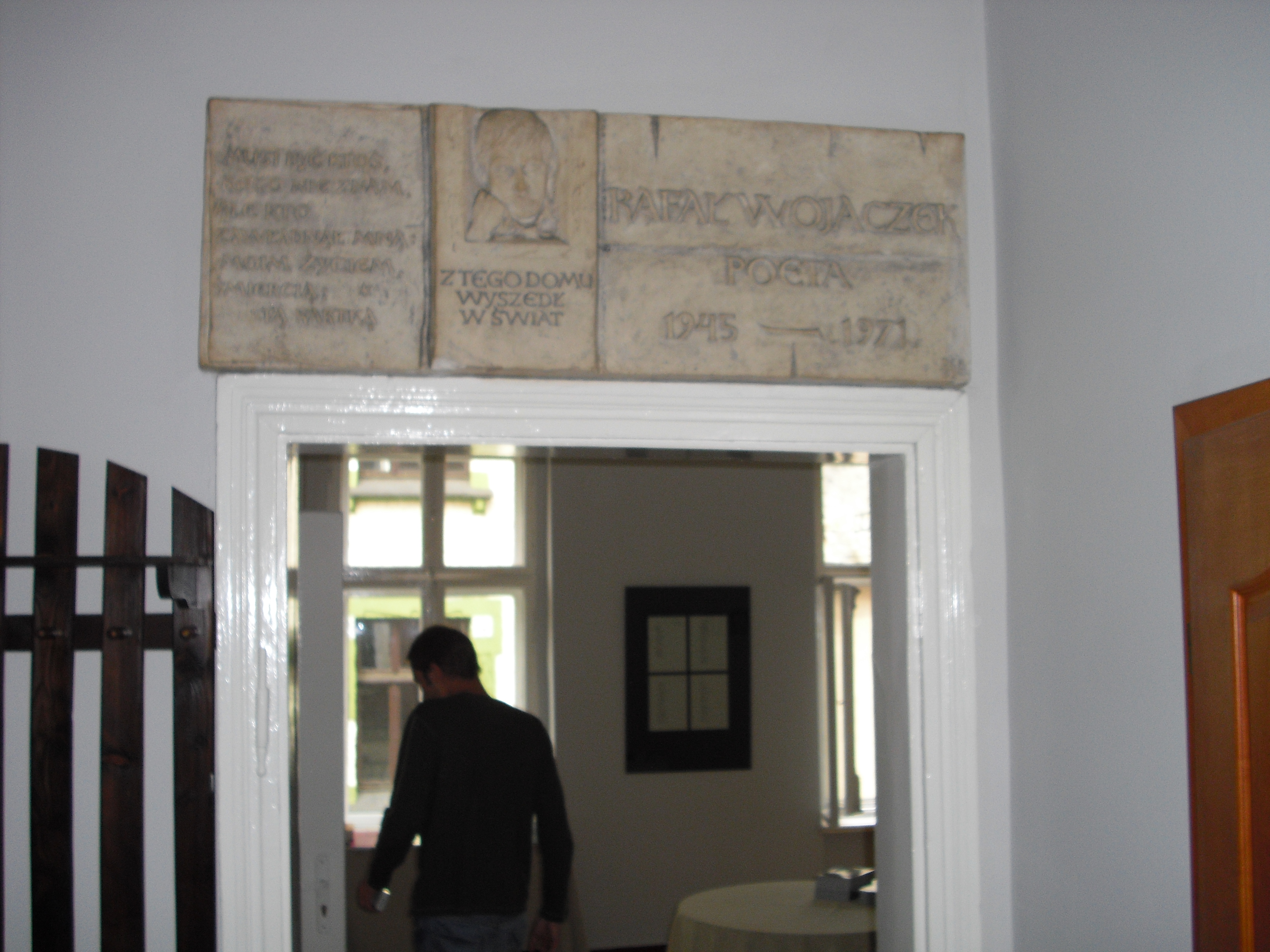
Instytut Mikołowski w dawnym mieszkaniu Rafała Wojaczka – wnętrze.

Instytut Mikołowski – placówka kulturotwórcza gminy wpisana do rejestru instytucji kultury w Mikołowie. Została utworzona w mieszkaniu przy ul. Jana Pawła II 8/5, w którym w latach 1945–1964 mieszkał Rafał Wojaczek. Obecnie jej siedziba znajduje się przy ul. Konstytucji 3 Maja 18.

## Historia Instytutu
W 1996 roku Paweł Targiel rozpoczął starania o przekształcenie mieszkania, w którym mieszkał w młodości Rafał Wojaczek w placówkę kulturalną. W 1997 roku z inicjatywy Pawła Targiela, z pomocą ówczesnego wiceburmistrza Mikołowa Mariana Sworznia, w miejscu zamieszkania Wojaczka otwarto instytucję, która zajęła się działalnością kulturotwórczą i prowadziła również działania o charakterze promocyjnym dorobku kulturalnego miasta. Instytut Mikołowski uzyskał statut prawny z początkiem roku 1999. Od otwarcia placówki, aż do swojej śmierci funkcję dyrektora Instytutu pełnił poeta i redaktor naczelny „Arkadii. Pisma katastroficznego” – Paweł Targiel.

## Zakres prac Instytutu
- działalność wystawiennicza – prezentacja kolekcji malarskiej miasta
- działalność dokumentacyjna – m.in. gromadzenie materiałów związanych z życiem społecznym i wydarzeniami artystycznymi w dziedzinie muzyki, malarstwa, poezji i innych sztuk
- działalność artystyczna – spotkania z twórcami kultury
- działalność szkoleniowa – zajęcia warsztatowe dla animatorów i twórców kultury
- działalność doradcza – m.in. działania konsultacyjne i pomocnicze skierowane do stowarzyszeń kulturalnych i społecznego ruchu kulturalnego
- działalność wydawnicza i poligraficzna – głównie związana z miastem i twórczością osób w nim zamieszkałych
- działalność impresaryjna w tym działalność związana z organizacją i umożliwianiem dostępu na imprezy kulturalne w mieście i regionie
- klub studencki

## Wydawnictwa
- „Arkadia. Pismo katastroficzne”
- Paweł „Konjo” Konnak, „Król festynów” (nominacja do nagrody Nike 2009)[3]
- Feliks Netz „Ćwiczenia z wygnania” (nominacja do nagrody Cogito 2009)[4]
- Konrad Wojtyła „może boże” (Lubuski Wawrzyn Literacki 2010)